# Glos (Calvados)
Glos és un municipi francès situat al departament de Calvados i a la regió de Normandia. L'any 2007 tenia 897 habitants.

## Demografia

### Població
El 2007 la població de fet de Glos era de 897 persones. Hi havia 346 famílies de les quals 68 eren unipersonals (28 homes vivint sols i 40 dones vivint soles), 129 parelles sense fills, 129 parelles amb fills i 20 famílies monoparentals amb fills.
La població ha evolucionat segons el següent gràfic:
Habitants censats

### Habitatges
El 2007 hi havia 397 habitatges, 352 eren l'habitatge principal de la família, 26 eren segones residències i 19 estaven desocupats. 390 eren cases i 6 eren apartaments. Dels 352 habitatges principals, 287 estaven ocupats pels seus propietaris, 50 estaven llogats i ocupats pels llogaters i 14 estaven cedits a títol gratuït; 1 tenia una cambra, 13 en tenien dues, 39 en tenien tres, 85 en tenien quatre i 213 en tenien cinc o més. 284 habitatges disposaven pel capbaix d'una plaça de pàrquing. A 152 habitatges hi havia un automòbil i a 169 n'hi havia dos o més.

### Piràmide de població
La piràmide de població per edats i sexe el 2009 era:
| Homes | Edats   | Dones |
| ----- | ------- | ----- |
| 0     | 95 o +  | 0     |
| 0     | 90 a 94 | 0     |
| 4     | 85 a 89 | 12    |
| 8     | 80 a 84 | 8     |
| 16    | 75 a 79 | 28    |
| 28    | 70 a 74 | 12    |
| 12    | 65 a 69 | 16    |
| 20    | 60 a 64 | 12    |
| 32    | 55 a 59 | 24    |
| 28    | 50 a 54 | 48    |
| 52    | 45 a 49 | 28    |
| 44    | 40 a 44 | 40    |
| 8     | 35 a 39 | 16    |
| 20    | 30 a 34 | 36    |
| 28    | 25 a 29 | 20    |
| 16    | 20 a 24 | 20    |
| 68    | 15 a 19 | 40    |
| 20    | 10 a 14 | 36    |
| 8     | 5 a 9   | 40    |
| 20    | 0 a 4   | 20    |

## Economia
El 2007 la població en edat de treballar era de 572 persones, 426 eren actives i 146 eren inactives. De les 426 persones actives 394 estaven ocupades (208 homes i 186 dones) i 32 estaven aturades (19 homes i 13 dones). De les 146 persones inactives 62 estaven jubilades, 43 estaven estudiant i 41 estaven classificades com a «altres inactius».

### Ingressos
El 2009 a Glos hi havia 346 unitats fiscals que integraven 920,5 persones, la mediana anual d'ingressos fiscals per persona era de 18.810 €.

### Activitats econòmiques
Dels 47 establiments que hi havia el 2007, 2 eren d'empreses extractives, 2 d'empreses alimentàries, 1 d'una empresa de fabricació de material elèctric, 3 d'empreses de fabricació d'elements pel transport, 4 d'empreses de fabricació d'altres productes industrials, 6 d'empreses de construcció, 9 d'empreses de comerç i reparació d'automòbils, 2 d'empreses de transport, 2 d'empreses d'hostatgeria i restauració, 3 d'empreses financeres, 1 d'una empresa immobiliària, 7 d'empreses de serveis, 3 d'entitats de l'administració pública i 2 d'empreses classificades com a «altres activitats de serveis».
Dels 9 establiments de servei als particulars que hi havia el 2009, 2 eren tallers de reparació d'automòbils i de material agrícola, 1 taller d'inspecció tècnica de vehicles, 1 establiment de lloguer de cotxes, 2 paletes, 2 lampisteries i 1 electricista.
Dels 2 establiments comercials que hi havia el 2009, 1 era una botiga de menys de 120 m² i 1 una joieria.
L'any 2000 a Glos hi havia 20 explotacions agrícoles que ocupaven un total de 406 hectàrees.

## Equipaments sanitaris i escolars
El 2009 hi havia una escola elemental.

## Poblacions més properes
El següent diagrama mostra les poblacions més properes.